# 宇佐美桃香
宇佐美 桃香（うさみ ももか）は、日本の女性声優。美が見で表記されることもある。主にアダルトゲームに声をあてている。

## 出演
太字はメインキャラクター。

### アダルトアニメ
- Maple Colors 第二幕 青春H編（2005年、卯月あむ）
- 放課後にゃんにゃん（2011年、先輩、葉月）
- ラブリデイ〜僕と彼女の七日間〜（2012年、葉月）

### 一般向ゲーム
- Maple Colors〜決戦は学園祭!〜（2005年、卯月あむ）

### アダルトゲーム
1999年
- 怪奇!ドリル男の恐怖（高塚雪乃）

2000年
- 化石の歌（イスファーナ）
- キャッスルファンタジア〜エレンシア戦記〜（クリームヒルト=クライアント）
- メンアットワーク!2〜ハンターアカデミーへようこそ〜（シェリル=ウィンザー）

2001年
- My fair Angel（メイヴ）
- 真昼に踊る犯罪者（秋風、あらいぐまちゃん、システムボイス）
- 蜜柑（希）

2002年
- いつか、どこかで〜あの雨音の記憶〜（雪田智枝）
- 黒と黒と黒の祭壇〜蟲毒〜（シェムハザ）
- アルフレッド学園魔物大隊（サフィール）
- 娘3動物園（桃山百代、犬飼あるた）
- 失楽の神女（渡瀬恭子）
- てんあく（千薙、沖田翔子）
- 戦女神2 〜失われし記憶への鎮魂歌〜（サリア＝レイツェン）
- re-Laive（芹沢葵）

2003年
- うさみみデリバリーズ!!（鯨井みちる）
- 朱 -Aka-（アラミス）
- ブラウン通り三番目（アリオ）
- Invisible 透明人間になる薬。（森下千鶴）
- キャッスルファンタジア〜エレンシア戦記〜リニューアル（クリームヒルト=クライアント）
- Maple Colors（卯月あむ）
- メルティ・メルヘン（朗読）
- レベルジャスティス（ラブリーグリーンスター / 涼屋綾菜）
- 幻燐の姫将軍2 〜導かれし魂の系譜〜（メル）

2004年
- Maple Colors H（卯月あむ）
- らぶフェチ シリーズ（榊原奏）
- 3-days Marriage〜光源氏の恋人〜（森下藤子）
- 巣作りドラゴン（盗賊リオ・ハレイン、盗賊F、あらいぐま）
- 空帝戦騎〜黄昏に沈む楔〜（フェイラン、アヤメ）

2005年
- 南国ドミニオン（林神代）
- ダンシング・クレイジーズ（女犯罪者、あらいぐま）

2006年
- 萌・エ・ロ鬼ィちゃん（フローレン・バレンタイン
- BLUE BOX（来栖春菜）
- とらぶるっ!（姫宮あかね）

2007年
- とらいあんぐるBLUE（姫宮あかね）
- 海賊王姫アルフィアナ〜淫堕と触手の幽霊船〜（シンクレア）
- おしえて巫女先生弐（白鳥水無）
- おしえて巫女先生弐 外伝〜ハーレム編〜（白鳥水無）

2008年
- X Change Alternative 2 〜キミノヒトミニウツルキミ〜（藤美美香）

2011年
- 沙夜曲 -Girls Meets Breserknight-（雨護院閑花）